# アレクサンドラ・クラインマン
アレクサンドラ・クラインマン（Alexandra Klineman、1989年12月30日 - ）は、アメリカ合衆国の女子ビーチバレーボール選手。インドアバレーボール選手時代のポジションはアウトサイドヒッター。元アメリカ代表。

## 来歴
クライマンはMira Costa高校に在学中にジュニア代表として北中米ジュニア選手権で2度金メダルを獲得した。2005年のユース世界選手権では4位となり、自身もベストスコアラー賞を受賞した。2007年にスタンフォード大学へ進学するとNCAA女子バレーボール選手権で活躍した。
2008年、アメリカ代表に初選出される。同年のパンアメリカンカップで代表デビューを果たした。2011-12シーズン、イタリアセリエAのスカボリーニ・ペーザロへ加入し、プロとしてのキャリアを開始した。2012-13シーズンはGSOヴィッラ・コルテーゼに移籍し、コッパ・イタリアで銀メダルを獲得した。
2014年より本格的に代表チームで活動し、ワールドグランプリなどに出場した。2014-15シーズンよりAGIL Volleyに移籍した。2017年、ビーチバレーへ転向し、エイプリル・ロスとペアを組んで2018年1月のFIVBビーチバレー・ワールドツアーで優勝し、2018年度のバレーボール専門家協会（AVP）の年間最優秀選手に選ばれた。2021年開催の東京オリンピックにおいて金メダルを獲得した。

## 球歴
- ワールドグランプリ - 2014年

## 受賞歴
- 2005年 - ユース世界選手権　ベストスコアラー賞

## 所属クラブ
- スタンフォード大学（2007-2010年）
- スカボリーニ・ペーザロ（2011-2012年）
- GSOヴィッラ・コルテーゼ（2012-2013年）
- AGILバレー（2014-2015年）
- プライア・クルーベ（2015-2017年）